# Schismatoglottis linae
Schismatoglottis linae är en kallaväxtart som beskrevs av S.Y.Wong. Schismatoglottis linae ingår i släktet Schismatoglottis och familjen kallaväxter. Inga underarter finns listade.